# Eudyptes
Eudyptes is een geslacht van de orde der pinguïns. Het geslacht omvat zeven levende en één uitgestorven soort en is daarmee het geslacht met de meeste soorten in de orde van de pinguïns. Het geslacht werd voor het eerst beschreven door de Franse ornitholoog Louis Jean Pierre Vieillot in 1816. De naam is afgeleid uit het Oudgrieks: eu betekent "goede" en dyptes "duiker".
De hier gehanteerde indeling van de IOC World Bird List onderscheidt twee ondersoorten bij de zuidelijke rotspinguïn, terwijl de (in 1921 ook als ondersoort beschreven) noordelijke rotspinguïn als aparte soort wordt gezien. Aan de lijst is ook een soort toegevoegd waarvan botjes bekend zijn en documentatie waaruit zou blijken dat deze soort in de 19de eeuw nog voorkwam op de Chathameilanden. Alle soorten in het geslacht worden gekenmerkt door de gele kuif op hun kop.

## Soorten
- Eudyptes chrysolophus – Macaronipinguïn
- Eudyptes schlegeli – Schlegels pinguïn
- Eudyptes moseleyi – Noordelijke rotspinguïn
- Eudyptes filholi  – Oostelijke rotspinguïn
- Eudyptes chrysocome – Westelijke rotspinguïn
- Eudyptes pachyrhynchus – Fjordlandkuifpinguïn
- Eudyptes robustus – Snareskuifpinguïn
- Eudyptes sclateri – Grote kuifpinguïn

### uitgestorven
- † Eudyptes warhami (fossiel)[3]

## Afbeeldingen
Foto's en afbeelding van volwassen vogels van de nog levende soorten:

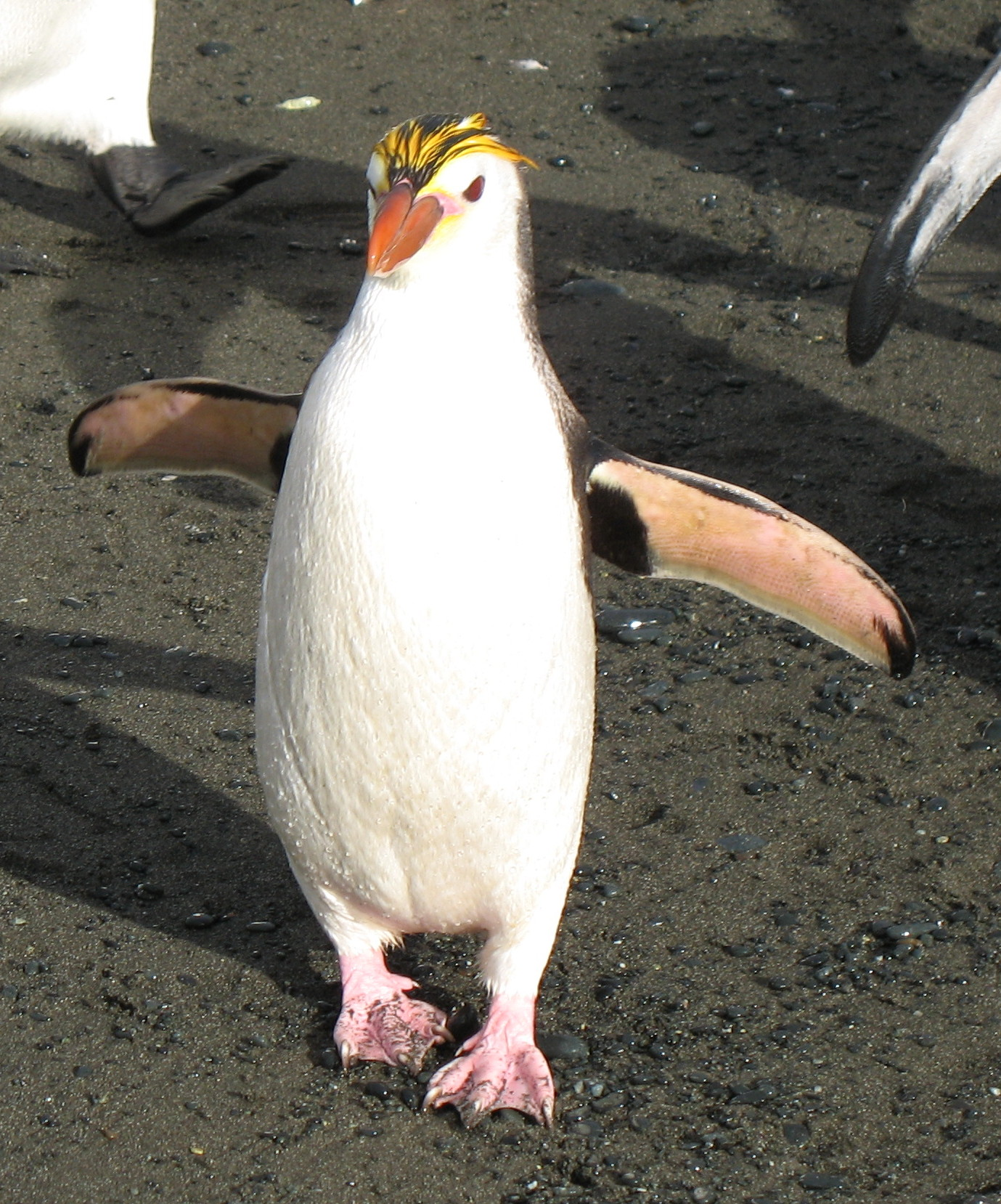
Schlegels pinguïn (Eudyptes schlegeli)
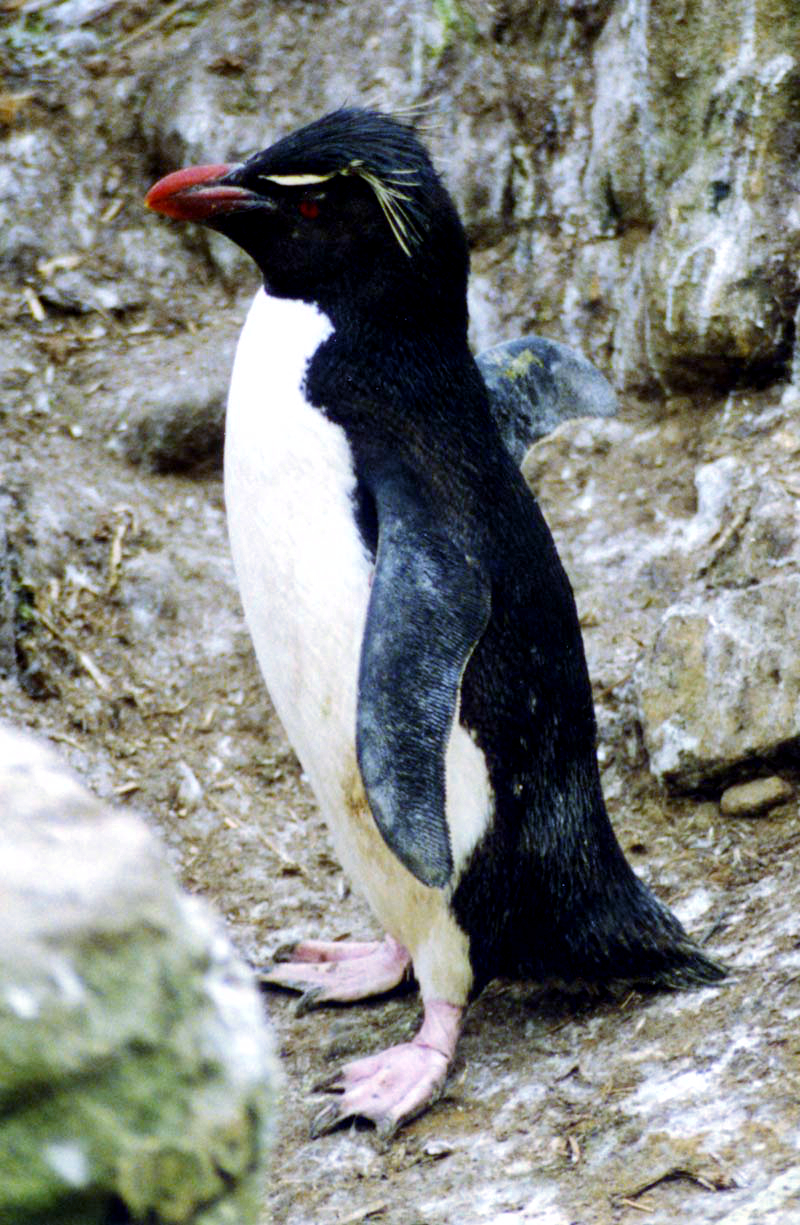
Zuidelijke rotspinguïn (Eudyptes chrysocome)
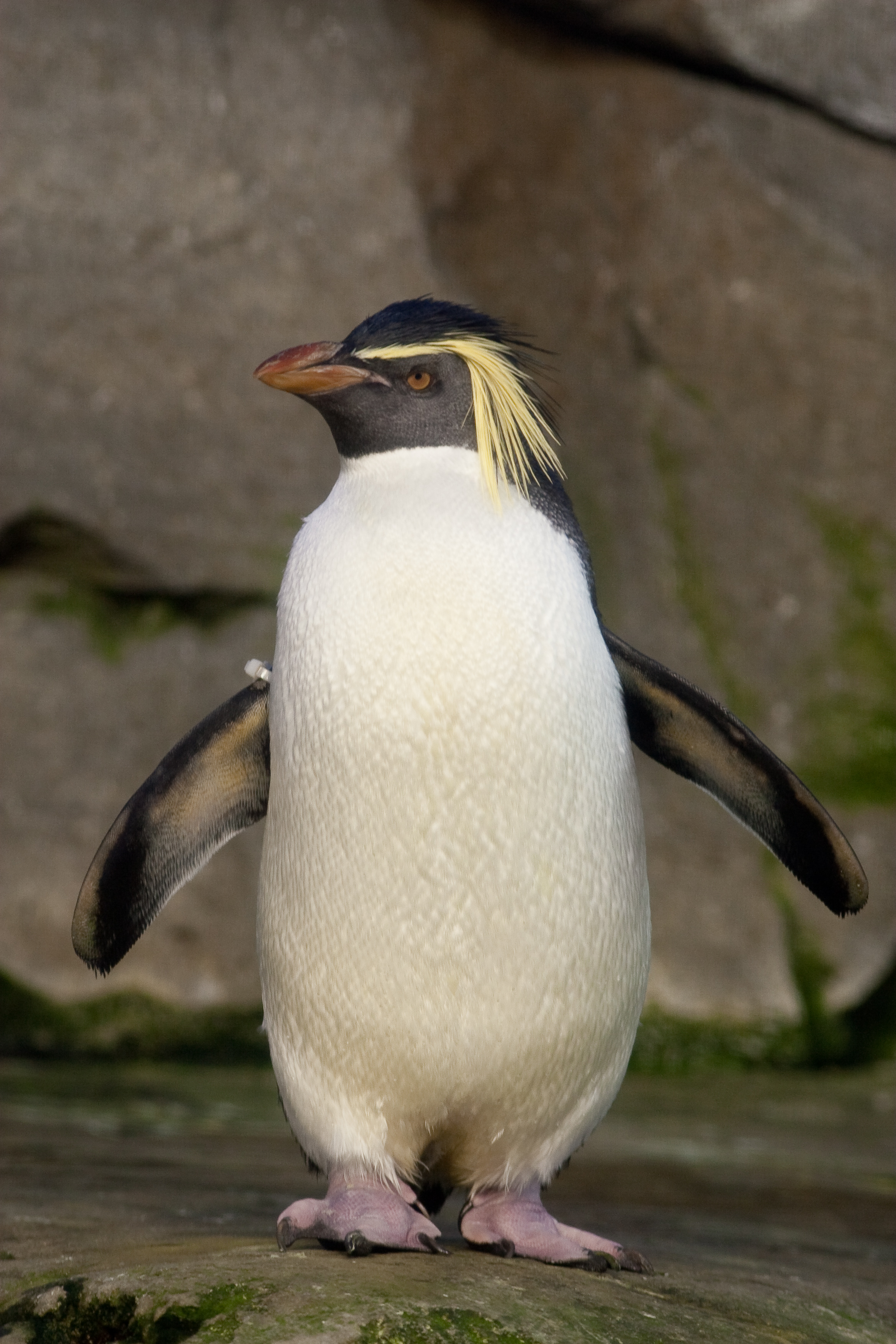
Noordelijke rotspinguïn (Eudyptes moseleyi)
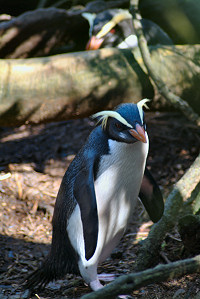
Fjordlandkuifpinguïn (Eudyptes pachyrhynchus)
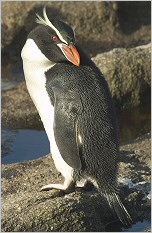
Snareskuifpinguïn (Eudyptes robustus)
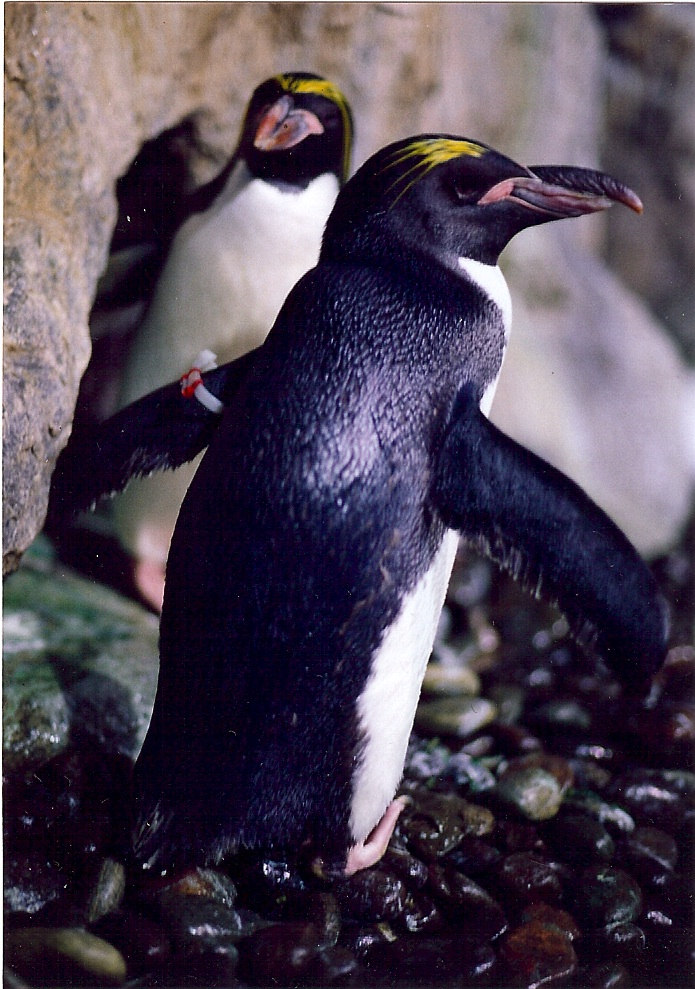
Macaroni-pinguïn (Eudyptes chrysolophus)
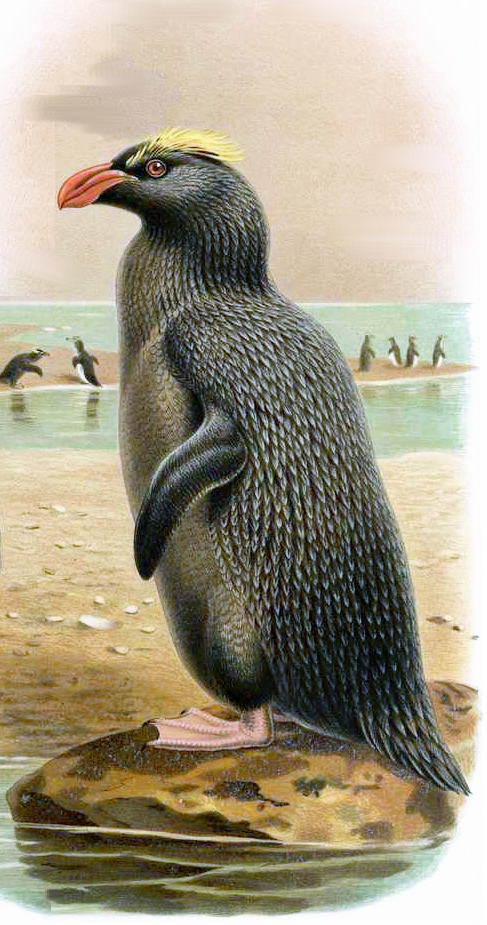
Grote kuifpinguïn (Eudyptes sclateri)